# 4e Primetime Emmy Awards
De 4e Primetime Emmy Awards, waarbij prijzen werden uitgereikt in verschillende categorieën voor de beste Amerikaanse televisieprogramma's van 1951, vond plaats op 18 februari 1952 in Los Angeles.

## Winnaars en nominaties - televisieprogramma's
(De winnaars staan bovenaan in vet lettertype.)

#### Dramaserie
(Best Dramatic Show)
- Robert Montgomery Presents
  - Celanese Theatre
  - Philco-Goodyear TV Playhouse
  - Pulitzer Prize Playhouse
  - Studio One

#### Komische serie
(Best Situation Comedy)
- The Red Skelton Show
  - I Love Lucy
  - The Burns and Allen Show
  - You Bet Your Life
  - The Herb Shriner Show

## Winnaars en nominaties - acteurs

#### Beste acteur
(Best Actor)
- Sid Caesar
  - Thomas Mitchell
  - Robert Montgomery
  - Walter Hampden
  - Charlton Heston
  - Vaughn Taylor

#### Beste actrice
(Best Actress)
- Imogene Coca
  - Helen Hayes
  - Maria Riva
  - Mary Sinclair
  - Margaret Sullavan

#### Beste komische acteur of actrice
(Best Comedian or Comedienne)
- Red Skelton
  - Lucille Ball
  - Sid Caesar
  - Imogene Coca
  - Jimmy Durante
  - Jerry Lewis & Dean Martin
  - Herb Shriner

#### Persoonlijkheid
(Most Outstanding Personality)
- Fulton J. Sheen
  - Arthur Godfrey
  - Edward R. Murrow
  - Lucille Ball